# National Women's History Museum
Le National Women's History Museum - NWHM - (Musée national de l'histoire des femmes) est un musée en ligne consacré aux contributions des femmes américaines à la vie sociale, culturelle, économique et politique des États-Unis afin d'enrichir l'historiographie. Le Musée est fondé par Karen Staser en 1996. Le Musée est situé à Alexandria dans l'état de Virginie en attendant une implantation physique à Washington comme d'autres musées consacrés aux femmes comme le Daughters of the American Revolution Museum (Musée des filles de la révolution américaine) , le  National Museum of Women in the Arts (Musée national contribution des femmes aux arts), le Woman's National Democratic Club Museum (Musée  national des associations de femmes démocrates), etc.

## Histoire et organisation
Le musée s'est ouvert en 1996 pour faire des expositions en ligne consacrées aux contributions des femmes américaines à la vie sociale, culturelle, économique et politique des États-Unis. 
Ses expositions exposent les biographies de femmes américaines qui se sont illustrées dans des domaines différents, divers documents à usage scolaire, des thématiques diverses. 
Depuis 2014, il est en pourparlers avec les autorités et le Smithsonian pour obtenir une implantation physique à Washington comme d'autres musées historiques ayant la même thématique, 
En 2014, Carolyn Maloney, du parti Démocrate et membre de la Chambre des représentants des États-Unis, est à l'initiative de la création d'une Commission to Study the Potential Creation of a National Women's History Museum (en) /Commission chargée d'étudier la création éventuelle d'un musée national d'histoire des femmes, commission qui étudie le principe de façon générale sans préjuger que le choix final se porte ou non sur le NWHM.
Michele Bachmann, membre du Parti républicain siégeant entre 2007 et 2015 à  la Chambre des représentants des États-Unis, fustige le National Women's History Museum, comme étant une organisation issue des mouvements féministes radicaux et s'oppose à ce la Commission chargée d'étudier la création éventuelle d'un musée national d'histoire des femmes puisse officialiser l'implantation physique du NWHM à Washington.  